# Forest School Football Club
La Forest School Football Club è una società calcistica inglese della omonima scuola, con sede a Londra, fondata nel 1857.

## Storia
La Forest School ha avuto un ruolo importante nello sviluppo e nella creazione della Football Association.
La squadra di cacio venne fondata nel 1857 quando Frederick Guy assunse la carica di preside. La prima gara del Forset School venne giocata in amichevole contro la Chigwell School il 24 febbraio 1858 con il risultato finale di 5-4 in favore della Forest School.
Nel 1861 disputò un amichevole contro la Westminster School il 16 novembre 1861 perdendo per 3-0, le due squadre si riaffrontarono 1 mese dopo.
Nel 1862 giocò di nuovo contro la Westminster School.
La squadra fu l'unica squadra scolastica a partecipare alla FA Cup partecipando a 4 edizioni tra il 1875 e il 1879